# 上田ハーロー
上田ハーロー株式会社（うえだハーロー）は、かつて存在した日本の外為ブローカー。デリバティブを中心とする金融先物取引業者でもあった。

## 概要
上田短資（現在の上田八木短資）がイギリスのMAI社との資本業務提携にともない、子会社として1984年に設立。1985年に合弁会社化。「ハーロー」とは、提携先であるMAIの子会社・Harlow Meyer & Coの社名から。
1999年に、外国為替仲介事業について、最大手のトウキョウフォレックスとの間で合弁化し、トウキョウフォレックス上田ハーロー株式会社（トウフォレ上田、現：上田東短フォレックス株式会社）を設立。
個人向け外貨保証金取引（外国為替証拠金取引）を展開していた。
2021年4月1日、全株式が株式会社外為どっとコムに譲渡され、外為どっとコムグループ入りした
2021年8月23日、親会社・外為どっとコムへの吸収合併が発表された。
2021年10月3日、株式会社外為どっとコムに吸収合併され解散した。

## 代表者
- 代表取締役社長 - 大嶋一彰